# Tiberioides kuwerti
Tiberioides kuwerti es una especie de coleóptero de la familia Passalidae.

## Distribución geográfica
Habita en Nepal, Bután y Birmania.